# カヤ (草)

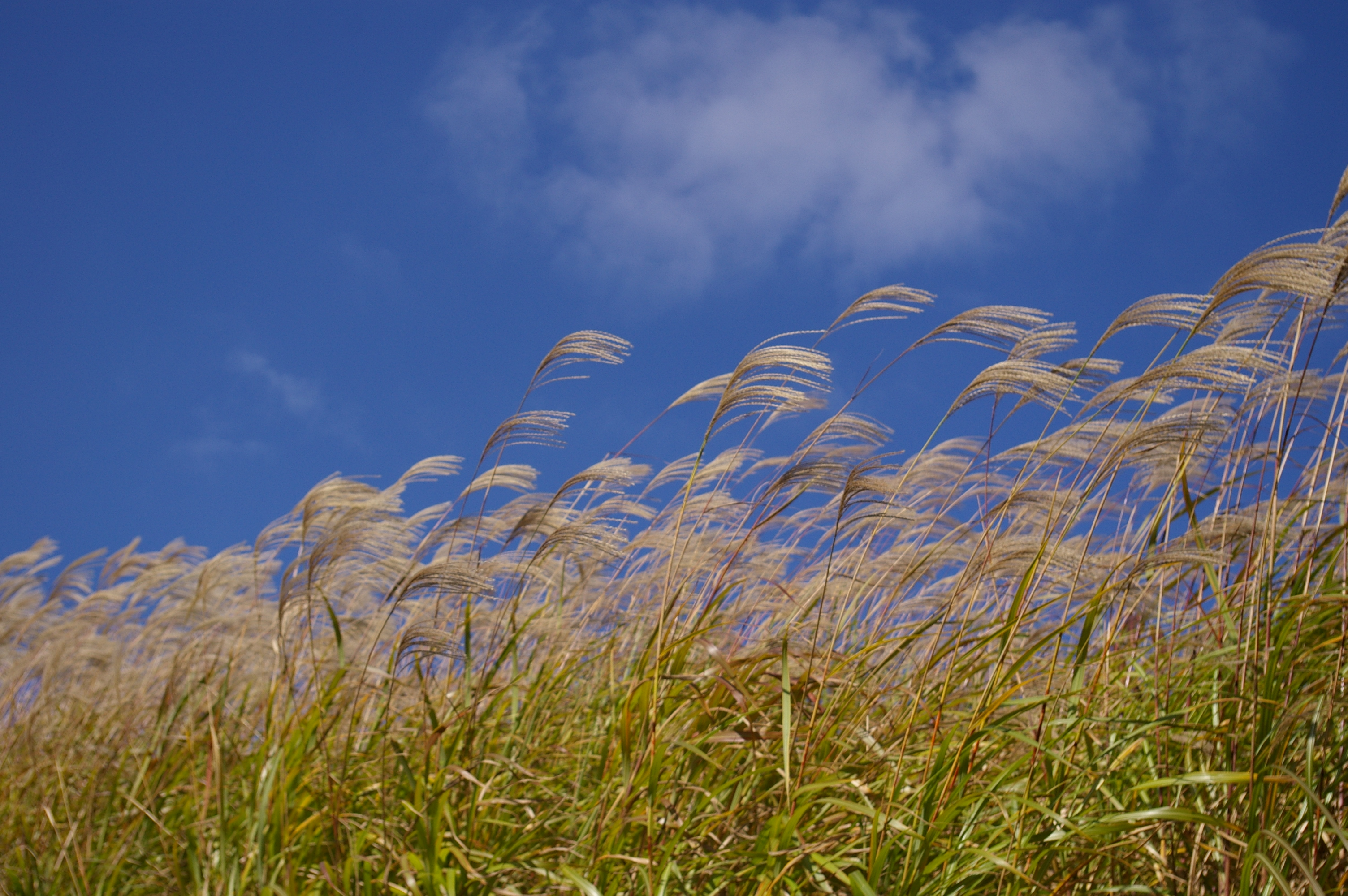
ススキ。代表的な茅の一種。

茅（かや。「萱」とも書く）は、古くから屋根材や飼肥料などに利用されてきた草本の有用植物の総称。

## 概要
「茅」と呼ばれるのは、細長い葉と茎を地上から立てる草本植物で、チガヤ、スゲ、ススキなどがその主要なものである。
イネやムギなどの茎（藁）は水を吸ってしまうのに対し、茅の茎は油分があるので水をはじき、耐水性が高い。
この特徴から茅の茎は屋根を葺くのに好適な材料となり、以前の日本では最も重要な屋根材として用いられた。
屋根を葺くために刈り取った茅をとくに刈茅（かるかや）と呼び、これを用いて葺いた屋根を茅葺（かやぶき）屋根と呼んだ。
その他かつての農村では牛など家畜の飼料、田畑の肥料、燃料などさまざまな利用があった。
現在でも、各種民芸品や茅の輪（ちのわ）などが茅を編んで作られている。
このように重要であった茅を確保するために、往時の農村では、集落周辺の一定地域を茅場とし、毎年火を入れて森林化の進行を防ぎ、そこから茅を収穫することが普通であった。
茅・萱は秋の季語。

## 「茅」の名をもつ植物
カヤが和名に付く種は多く、ほとんどがイネ科である。
以下は、カヤが和名に付く種のほんの一部である。
イネ科
- イタチガヤ Pogonatherum crinitum
- オカルガヤ Cymbopogon tartilis var. goeringii
- カモガヤ Dactylis glomerata - 帰化植物
- キツネガヤ(狸落果[4]) Bromus pauciflorus
- チガヤ Imperata cylindrica
- ネズミガヤ Muhlenbergia japonica
- メカルガヤ Themeda japonica
- メリケンカルガヤ Andropogon virginicus - 帰化植物

カヤツリグサ科
- アブラガヤ
- クロガヤ

なお、裸子植物のカヤ（榧、イチイ科の木本）およびイヌガヤ、カヤツリグサ（蚊帳吊草）の「カヤ」は「茅」とは無関係である。